# Palau Solterra (Torroella de Montgrí)
El Palau Solterra de Torroella de Montgrí (Baix Empordà) és un edifici inclòs en l'Inventari del Patrimoni Arquitectònic de Catalunya. Des del 2000, és una de les seus de la Fundació Vila Casas, on s'exposa fotografia contemporània.

## Història
És un notable edifici senyorial dels segles xv-xvi, i sembla que el va fer construir la família Sanesterra de Santaeugènia. Posteriorment va passar als Sarriera-Pons, comtes de Solterra.
A finals del segle xix, Robert Robert i Surís (1851-1929), primer marquès de Robert i comte de Torroella, va encarregar-ne la reforma i ampliació a l'arquitecte Joan Martorell i Montells. Entre 1929-1934, Rafael Masó i Valentí hi realitzà una nova reforma per encàrrec de Joaquim de Robert i de Carles.

## Descripció
És un edifici amb tres façanes, que donen als carrers de l'Església (oest), de les Cadires (nord) i de l'Hospital (est).
La part més antiga és la que té accés pel carrer de l'Església. El sector esquerra de la façana d'aquest carrer és gòtic (portal dovellat, finestral tripartit d'arquets trilobulats, finestra trilobulada, sembla que traslladats d'un altre indret a començament del segle XX). El sector oest és plenament renaixentista, amb una porta i una finestra amb llindes i muntants decorats
Les altres dues façanes, construïdes o refetes posteriorment, segurament a finals del segle xix (a l'angle que formen les dues façanes hi ha l'escut dels Robert amb la data 1893), dins d'un estil neoclàssic, sembla que responen a un projecte de Joan Martorell, un dels primers arquitectes del país que va aconseguir d'harmonitzar els seus pròpis projectes i les seves pròpies solucions en restauracions d'edificis històrics, gòtics, renaixentistes, etc
L'element més interessant del palau és, però, el pati renaixentista, un dels pocs exemples que s'han conservat, al qual l'arquitecte Rafael Masó va donar un tractament gairabé esceneogràfic a inicis del segle xx.